# Lista de parques nacionais da Tunísia

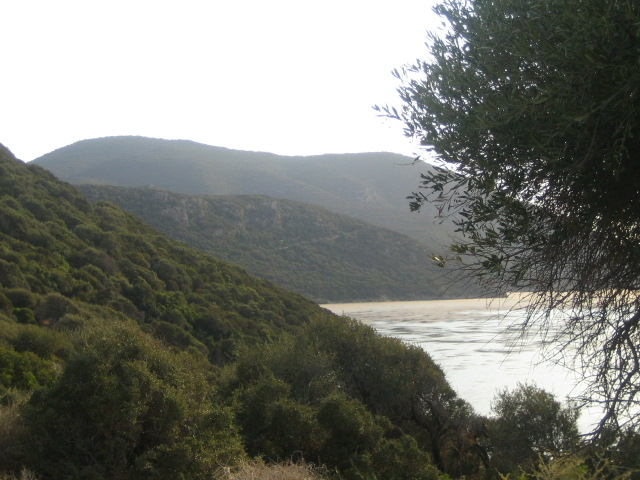
Parque Nacional de Ichkeul

Existem 17 parques nacionais e reservas naturais maiores na Tunísia em 2013.

## Parques nacionais
- Parque Nacional de Bou-Hedma
- Parque Nacional de Boukornine
- Parque Nacional de Chambi
- Parque Nacional de El Feidja
- Parque Nacional de Ichkeul
- Parque Nacional de Jebel Chitana-Cap Négro
- Parque Nacional de Jebel Saddine
- Parque Nacional de Jebel Serj
- Parque Nacional de Jebil
- Parque Nacional de Sidi Toui
- Parque Nacional de Zembra